# سنگبن
سنگبن روستایی از توابع بخش طالقان شهرستان ساوجبلاغ در استان البرز ایران است. روستای سنگبن در مناطق مرزی استان البرز و استان قزوین واقع شده، از ویژگی‌های زیبای این روستا می‌توان به چشم‌اندازی که این روستا به دریاچه سد طالقان دارد اشاره کرد. این روستا در فاصله بسیار کمی از سد طالقان قرار دارد.

## جمعیت
این روستا در دهستان پایین طالقان قرار دارد و براساس سرشماری مرکز آمار ایران در سال ۱۳۸۵، جمعیت آن ۴۲۱ نفر (۹۲خانوار) بوده‌است.
براساس سرشماری سال ۱۳۹۰ جمعیت این روستا ۶۷۰ نفر با ۲۱۹ خانوار می‌باشد.

## مردم
مردم سنگبن مسلمان و شیعه مذهب هستند و زبانشان تاتی طالقانی است.